# Astragalus oxyrrhynchus
Astragalus oxyrrhynchus är en ärtväxtart som beskrevs av Fisch. och Carl Anton von Meyer. Astragalus oxyrrhynchus ingår i släktet vedlar, och familjen ärtväxter. Inga underarter finns listade i Catalogue of Life.